# Baltići
Baltići är ett samhälle i Bosnien och Hercegovina.   Det ligger i entiteten Republika Srpska, i den östra delen av landet, 40 kilometer öster om huvudstaden Sarajevo. Baltići ligger 955 meter över havet och antalet invånare är 465.
Terrängen runt Baltići är huvudsakligen kuperad, men den allra närmaste omgivningen är platt. Närmaste större samhälle är Sokolac, 1,6 kilometer öster om Baltići. 
Omgivningarna runt Baltići är en mosaik av jordbruksmark och naturlig växtlighet. Runt Baltići är det ganska tätbefolkat, med 67 invånare per kvadratkilometer.